# Альфонсов, Владимир Николаевич
Влади́мир Никола́евич Альфо́нсов (11 сентября 1931 — 21 февраля 2011) — советский и российский литературовед.

## Биография
Владимир Альфонсов родился 11 сентября 1931 года.
В 1966 году опубликовал свою первую книгу «Слова и краски» (очерки из истории творческих связей поэтов и художников). Взаимосвязь вербального и визуального интересовала Альфонсова до конца жизни: последняя книга филолога «Ау, Михнов!» была посвящена художнику Евгению Михнову-Войтенко.
Владимир Альфонсов — автор книг о поэзии Владимира Маяковского и Бориса Пастернака, специалист в области русского футуризма. Составил том «Поэзия русского футуризма» для серии «Новая Библиотека поэта» (1999) совместно со своим учеником Сергеем Красицким (1966—2018).
В 1996 году защитил диссертацию на соискание учёной степени доктора филологических наук на тему «Русская поэзия первой половины XX века: творческое миропонимание и поэтические системы: Маяковский, Пастернак, Блок, Хлебников, Заболоцкий».
Профессор Российского государственного педагогического университета имени А. И. Герцена.
Умер 21 февраля 2011 года.